# Five by five
Five by five is een extended play (ep) van de Britse popgroep The Rolling Stones. De plaat werd op 14 augustus 1964 in het Verenigd Koninkrijk uitgebracht. De titel verwijst naar de vijf nummers op de ep en de vijf leden van de groep. De plaat kan worden beschouwd als de kiemcel voor de Amerikaanse langspeelplaat 12 x 5, die op 17 oktober van dat jaar uitkwam. Alle vijf nummers op de ep staan ook op de lp.

## Nummers
- A-kant:
  1. If you need me (Wilson Pickett, Robert Bateman, Sonny Sanders) – 2:03
  2. Empty heart (Nanker Phelge, op het etiket ‘Nanker, Phelge’) – 2:37
  3. 2120 South Michigan Avenue (Nanker, Phelge) – 2:07
- B-kant:
  1. Confessin' the blues (Jay McShann, Walter Brown) – 2:48
  2. Around and around (Chuck Berry) – 3:05

Twee nummers staan op naam van Nanker Phelge, de naam die de groep in de begintijd gebruikte voor zelfgeschreven nummers. 2120 South Michigan Avenue is een instrumentaal nummer. Op deze plaat staat een ingekorte versie; de volledige versie duurt 3:38 minuten. De volledige versie staat op de heruitgave van 12 x 5 op cd van 2002. Volgens Bill Wyman kwam het nummer voort uit een jamsessie die hij begonnen was.
De plaat is op 11 juni 1964 opgenomen in de studio van Chess Records in Chicago. Chuck Berry woonde een deel van de opnamen bij. 2120 South Michigan Avenue was het adres van de studio. 

## Bezetting
De bezetting was:
- Mick Jagger - leadzang, mondharmonica, tamboerijn
- Keith Richards - gitaar, zang
- Brian Jones - gitaar, mondharmonica, zang
- Charlie Watts - drums
- Bill Wyman - basgitaar
- Ian Stewart - piano, orgel

## Britse EP's
In het Verenigd Koninkrijk zijn maar drie ep's van The Rolling Stones uitgebracht:
- januari 1964: The Rolling Stones met Bye bye Johnny, Money (that's what I want), You better move on en Poison ivy
- augustus 1964: Five by five
- juni 1965: Got live if you want it! met liveopnamen van Everybody needs somebody to love, Pain in my heart, Route 66, I'm moving on en I'm alright, plus We want the Stones, een spreekkoor van het publiek

Five by five werd uitgebracht in het Verenigd Koninkrijk, Australië, Nieuw-Zeeland, Canada, Zuid-Afrika, Zuid-Rhodesië en de Duitse Bondsrepubliek, maar niet in de VS, en ook niet in Nederland en België.
In latere jaren is de ep een paar maal opnieuw uitgebracht, in het Verenigd Koninkrijk, Japan en een aantal Europese landen. In 2004 werd de ep opnieuw uitgebracht op cd in de boxset Singles 1963-1965. Daarin is Five by five disc 6. Pas in 2013 werd de ep in de VS uitgebracht op vinyl als speciale actie in het kader van Record Store Day.
In Nederland verscheen in oktober 1964 een naamloze ep, Decca SDE 7501, met If you need me, Empty heart, Confessin' the blues en Around and around. 2120 South Michigan Avenue was dus weggelaten. Empty heart kwam in Nederland uit als single met als achterkant Around and around (Decca AT 15 035). Het plaatje kwam niet verder dan een 47e plaats in de Nederlandse hitparade.

## Hitnoteringen
De ep werd een hit in het Verenigd Koninkrijk. Naast de UK Singles Chart en de UK Albums Chart bestond tussen maart 1960 en december 1967 een aparte UK EP Chart, Daar stond Five by five 36 weken genoteerd, waarvan 16 weken op de eerste plaats:
| UK EP Chart: 22-08-1964 t/m 10-07-1965 | UK EP Chart: 22-08-1964 t/m 10-07-1965 | UK EP Chart: 22-08-1964 t/m 10-07-1965 | UK EP Chart: 22-08-1964 t/m 10-07-1965 | UK EP Chart: 22-08-1964 t/m 10-07-1965 | UK EP Chart: 22-08-1964 t/m 10-07-1965 | UK EP Chart: 22-08-1964 t/m 10-07-1965 | UK EP Chart: 22-08-1964 t/m 10-07-1965 | UK EP Chart: 22-08-1964 t/m 10-07-1965 | UK EP Chart: 22-08-1964 t/m 10-07-1965 | UK EP Chart: 22-08-1964 t/m 10-07-1965 | UK EP Chart: 22-08-1964 t/m 10-07-1965 | UK EP Chart: 22-08-1964 t/m 10-07-1965 | UK EP Chart: 22-08-1964 t/m 10-07-1965 | UK EP Chart: 22-08-1964 t/m 10-07-1965 | UK EP Chart: 22-08-1964 t/m 10-07-1965 | UK EP Chart: 22-08-1964 t/m 10-07-1965 | UK EP Chart: 22-08-1964 t/m 10-07-1965 | UK EP Chart: 22-08-1964 t/m 10-07-1965 | UK EP Chart: 22-08-1964 t/m 10-07-1965 | UK EP Chart: 22-08-1964 t/m 10-07-1965 | UK EP Chart: 22-08-1964 t/m 10-07-1965 | UK EP Chart: 22-08-1964 t/m 10-07-1965 | UK EP Chart: 22-08-1964 t/m 10-07-1965 | UK EP Chart: 22-08-1964 t/m 10-07-1965 | UK EP Chart: 22-08-1964 t/m 10-07-1965 | UK EP Chart: 22-08-1964 t/m 10-07-1965 | UK EP Chart: 22-08-1964 t/m 10-07-1965 | UK EP Chart: 22-08-1964 t/m 10-07-1965 | UK EP Chart: 22-08-1964 t/m 10-07-1965 | UK EP Chart: 22-08-1964 t/m 10-07-1965 | UK EP Chart: 22-08-1964 t/m 10-07-1965 | UK EP Chart: 22-08-1964 t/m 10-07-1965 | UK EP Chart: 22-08-1964 t/m 10-07-1965 | UK EP Chart: 22-08-1964 t/m 10-07-1965 | UK EP Chart: 22-08-1964 t/m 10-07-1965 | UK EP Chart: 22-08-1964 t/m 10-07-1965 | UK EP Chart: 22-08-1964 t/m 10-07-1965 |
| Week:                                  | 1                                      | 2                                      | 3                                      | 4                                      | 5                                      | 6                                      | 7                                      | 8                                      | 9                                      | 10                                     | 11                                     | 12                                     | 13                                     | 14                                     | 15                                     | 16                                     | 17                                     | 18                                     | 19                                     | 20                                     | 21                                     | 22                                     | 23                                     | 24                                     | 25                                     | 26                                     | 27                                     | 28                                     | 29                                     | 30                                     | 31                                     | 32                                     | 33                                     | 34                                     | 35                                     | 36                                     |                                        |
| -------------------------------------- | -------------------------------------- | -------------------------------------- | -------------------------------------- | -------------------------------------- | -------------------------------------- | -------------------------------------- | -------------------------------------- | -------------------------------------- | -------------------------------------- | -------------------------------------- | -------------------------------------- | -------------------------------------- | -------------------------------------- | -------------------------------------- | -------------------------------------- | -------------------------------------- | -------------------------------------- | -------------------------------------- | -------------------------------------- | -------------------------------------- | -------------------------------------- | -------------------------------------- | -------------------------------------- | -------------------------------------- | -------------------------------------- | -------------------------------------- | -------------------------------------- | -------------------------------------- | -------------------------------------- | -------------------------------------- | -------------------------------------- | -------------------------------------- | -------------------------------------- | -------------------------------------- | -------------------------------------- | -------------------------------------- | -------------------------------------- |
| Positie:                               | 3                                      | 1                                      | 1                                      | 1                                      | 1                                      | 1                                      | 1                                      | 1                                      | 1                                      | 1                                      | 1                                      | 1                                      | 2                                      | 2                                      | 3                                      | 2                                      | 3                                      | 3                                      | 1                                      | 1                                      | 2                                      | 1                                      | 4                                      | 2                                      | 1                                      | 1                                      | 3                                      | 2                                      | 3                                      | 3                                      | 4                                      | 5                                      | 9                                      | 14                                     | 12                                     | 14                                     | uit                                    |

In andere hitlijsten, zoals die van de New Musical Express en die van Melody Maker, werden de verkoopresultaten van singles en ep's in één hitlijst bijgehouden. In The Melody Maker Single Charts kwam de ep Five by five tot nummer 13. In de NME Singles Chart was het verloop als volgt:
| Positie: | 13 | 9 | 7 | 10 | 14 | 19 | 22 | uit |